# Jules Merviel
Jules Merviel (Saint-Beauzély, Avairon 29 de setembre de 1906 - Toló, 1 de setembre de 1976) va ser un ciclista francès que fou professional entre 1929 i 1944. En el seu palmarès destaca una victòria d'etapa al Tour de França de 1930 i la París-Tours de 1933. El 1926 guanyà la plata al Campionat del Món amateur en ruta.

## Palmarès
- 1926
  - 2n del Campionat del Món amateur en ruta
- 1927
  - Campió de París
- 1928
  - 1r de la París-Evreux
- 1929
  - 1r a la París-Caen
  - 1r del Circuit de Rodez
- 1930
  - Vencedor d'una etapa al Tour de França
- 1933
  - 1r de la París-Tours
  - 1r de les 24 hores de Montpellier, amb Gabriel Marcillac
- 1934
  - 1r de la París-Nevers
  - Vencedor d'una etapa de la París-Niça
- 1937
  - 1r del Circuit de l'Allier
  - 1r del Circuit del Maine i Loira
  - 1r del Critèrium de Var

### Resultats al Tour de França
- 1929. 24è de la classificació general
- 1930. 21è de la classificació general i vencedor d'una etapa
- 1935. Abandona (12a etapa)

### Resultats al Giro d'Itàlia
- 1932. 49è de la classificació general